# Mi menor
Mi menor (abreviatura no sistema europeu Mi m e no sistema americano Em) é, na música, a tonalidade que consiste na escala menor baseada na nota mi, com as alturas mi, fá sustenido, sol, lá, si, dó, ré e mi. A sua escala menor harmônica contém um ré sustenido, e sua armadura tem um sustenido, fá (ver abaixo: escalas e tons).
Sua maior relativa é sol maior, e sua maior paralela é mi maior.
As mudanças necessárias para as versões melódicas e harmônicas da escala são escritas com alterações sempre que necessário.
Boa parte do repertório para o violão clássico é em mi menor, na medida em que este é um tom muito característico para o instrumento; na sua afinação padrão, quatro das seis cordas do instrumento fazem parte do acorde tônico. O tom também é extremamente popular no heavy metal, já que permite o uso extensivo na nota mais grave de uma guitarra na afinação padrão, o mi.

## Composições clássicas em mi menor
- Slavonic Dances Series 1 - Number 2 in E Minor (Dumka)[2] - Antonín Leopold Dvořák

Piotr Illitch Tchaikovsky -Sugar Plum Fairy Symphony No. 47 Op. 74 in E minor